# Parque Nacional Blue Holes
Parque Nacional Blue Holes é um parque nacional em Andros, nas Bahamas. O parque foi estabelecido em 2002 e tem uma área de 162 quilómetros quadrados.

## Flora e fauna
Os buracos azuis do parque contêm várias peixes de caverna e invertebrados únicos. O parque também contém milhares de hectares de floresta de pinheiros, que fornecem habitat para imensas espécies de pássaros.